# 高村伸一
髙村 伸一（たかむら しんいち）は、日本の競走馬（サラブレッド）生産者。北海道様似郡様似町岡田にある高村牧場の代表者。日本中央競馬会 (JRA) と地方競馬全国協会 (NAR) に馬主登録されており、勝負服の柄は水色、白一本輪、白袖水色一本輪を使用している。

## 人物
西様似で乳牛の酪農を営んでいた父・高村秀司が1970年から現在地で競走馬の生産を始めた。1978年時点では親子二代で牧場運営をしていた。同年の菊花賞優勝馬・インターグシケンは父名義の生産馬である。
妻は様似町の町議会議員を勤める。2004年にテレビ東京の番組『日曜ビッグバラエティ』で「名物かあちゃん」のひとりとして取り上げられた。

## 主な生産馬

### 重賞競走優勝馬
- イブキファイブワン（1994年北九州記念）
- インターシュプール（1994年新潟記念）
- スターマン（1994年神戸新聞杯、京都新聞杯、鳴尾記念）
- エスプリベン（2007年クラウンカップ、2008年報知オールスターカップ）
- サトノプログレス（2008年ニュージーランドトロフィー）[1]
- ガルボ（2010年シンザン記念[2]、2012年東京新聞杯、ダービー卿チャレンジトロフィー、2014年函館スプリントステークス）
- ペイシャエス（2022年ユニコーンステークス、名古屋グランプリ、2024年エルムステークス）[5]

### その他
- マルシゲアトラス（1988年 優駿牝馬2着）

## 主な所有馬
- ユミコトヨーコ（2004年フロイラインカップ）